# Біологічна безпека
Біологі́чна безпе́ка — стан середовища життєдіяльності людини, при якому відсутній негативний вплив його чинників (біологічних, хімічних, фізичних) на біологічну структуру і функцію людської особи в теперішньому і майбутніх поколіннях, а також відсутній незворотний негативний вплив на біологічні об'єкти природного середовища (біосферу) та сільськогосподарські рослини і тварини.
Біологічна безпека передбачає оптимальні умови життєдіяльності, що виключають шкідливий вплив біологічних патогенних агентів на здоров'я населення.